# Herzog von Bellegarde
Der Titel Herzog von Bellegarde wurde 1619 von Ludwig XIII. zugunsten von Roger II. de Saint-Lary (1562–1646), Grand-Écuyer de France geschaffen. Das zugehörige Herzogtum wurde aus dem Marquisat de Seurre (im heutigen Département Côte-d’Or) und den zugehörigen und abhängigen Gebieten gebildet.

## Seigneurs de Bellegarde
- Roger de Lagorsan, Seigneur de Bellegarde
  - Miramonde de Lagorsan, dessen Tochter; ⚭
- Raymond de Saint-Lary, Seigneur de Gensac, Montastruc, Frontignan et Bellegarde, Sohn von Jean II. de Saint-Lary und Jeanne de Béon (Haus Saint-Lary)
- Pierre (oder Perroton) de Saint-Lary (1500–1570), Baron de Bellegarde, deren Sohn; ⚭ Marguerite d’Orbessan
- Roger I. de Saint-Lary (um 1525–1579), Baron de Bellegarde, Marquis de Saluces, Maréchal de France, deren Sohn; ⚭ Margherita di Saluzzo
- César de Saint-Lary (um 1563–1587), Seigneur de Bellegarde, deren Sohn; ⚭ Jeanne de Lion
  - Octave de Saint-Lary de Bellegarde (1587–1646), Erzbischof von Sens, deren Sohn
  - Jean de Saint-Lary († 1586), Bruder von Roger I., Seigneur de Termes; ⚭ Anne/Jeanne de Villemur
- Roger II. de Saint-Lary (1562–1646), Seigneur de Bellegarde, dann Baron de Bellegarde, 1619 Duc de Bellegarde

## Ducs de Bellegarde
Nach dem Tod Saint-Larys (1646) ohne ehelichen Nachkommen wurde der Titel an das Haus Condé gegeben. Die als Herzogtum Bellegarde bezeichneten Gebiete erbte Anne-Marie de Saint-Lary, Rogers Nichte, die drei Jahre zuvor Jean-Antoine-Arnaud Pardaillan de Gondrin († 1687) geheiratet hatte. Die Ehe blieb kinderlos, ihre Erben waren die Nachkommen aus der Ehe ihre Tante Paule de Saint-Lary († 1621) mit Antoine-Arnaud de Pardaillan de Gondrin. 1715 war dies Louis Antoine de Pardaillan de Gondrin (1665–1736).
- Louis Antoine de Pardaillan de Gondrin (1665–1736), 1711 Duc d’Antin, Pair de France, 1711  Seigneur de l’ancien Duché-Pairie d’Épernon, 1715 Seigneur de l’ancien Duché-Pairie de Bellegarde
- Louis II. de Pardaillan de Gondrin (1707–1743), 2. Duc d’Antin, dit le Duc d’Épernon, Pair de France
- Louis III. de Pardaillan de Gondrin (1727–1757), 3. Duc d’Antin, Pair de France, Seigneur de l’ancien Duché-Pairie d’Epernon, Seigneur de l’ancien Duché-Pairie de Bellegarde

1649 wurden Herzogtum und Pairie vom Marquisat de Seurre auf das Marquisat de Choisy-aux-Loges (heute Bellegarde (Loiret)) (inkl. der zugehörigen und abhängigen Gebiete) übertragen, das selbst aus der Grafschaft Choisy-aux-Loges und den Gebieten Chailly, Amilliers, Belardin, Mézières, Fréville, Sury-aux-Bois, Beauchamps, sowie dem Lehen Les Ruës (inkl. der zugehörigen und abhängigen Gebiete) gebildet worden war.
- 1619–1646: Roger II de Saint-Lary (1562–1646), 1er duc de Bellegarde
- 1646–1646: Henri II. de Bourbon, prince de Condé (1588–1646), 2. duc de Bellegarde
- 1646–1686: Louis II. de Bourbon, prince de Condé (1621–1686), 3. duc de Bellegarde
- 1686–1709: Henri Jules de Bourbon, prince de Condé (1643–1709), 4. duc de Bellegarde
- 1709–1710: Louis III. de Bourbon, prince de Condé (1668–1710), 5. duc de Bellegarde
- 1710–1740: Louis IV. Henri de Bourbon, prince de Condé (1692–1740), 6. duc de Bellegarde
- 1740–1818: Louis V. Joseph de Bourbon, prince de Condé (1736–1818), 7. duc de Bellegarde
- 1818–1830: Louis VI. Henri Joseph de Bourbon, prince de Condé (1756–1830), 8. duc de Bellegarde

## Quelle
- Étienne Pattou, Saint-Lary, Seigneurs de Bellegarde (online)